# 卡塔尔巴林战争
卡塔尔巴林战争是一场发生1867年至1868年位于波斯湾的武装冲突。冲突是由巴林和阿布扎比与卡塔尔人进行争斗。这一场冲突是对《1835年海上休战协定》的公然违抗，从而引入了英国的调停。 通过英国的调解，两国同意停战。这个使得英国承认了阿勒萨尼家族对于卡塔尔的半独立统治。冲突导致了两个国家的大规模破坏。

## 背景
《1835年海上休战协定》是由波斯湾阿拉伯国家所签订，主要有阿布扎比、夏尔迦、特鲁西尔酋长国剩余部分比如巴林和阿曼。停战协定由英国皇家海军（特别是孟买海军）所监督。 为了执行一个之前已经存在的和平条约（1820年通用海上条约），孟买海军中队部署在以格什姆岛为基地的波斯湾地区。该条约禁止在波斯湾的海盗行为，但是并没有禁止海上战争。因此英国采取完全不同的军事行动。对于海盗攻击悬挂有英国国旗，这些海盗被尝试驱逐到孟买。对于那些攻击其他方面的船只，海盗将被考虑移交给相关的国家。 1835年，一个由阿布扎比、阿吉曼、沙迦和拉斯海玛组成的松散联盟的船只开始侵扰和掠夺属于阿曼的舰船。当悬挂有英国旗帜的两艘船只被阿布扎比掠夺之后，英国开始干预。在1835年4月16日，孟买海军中队调派至此。英国赢得了决定性的胜利，使得大部分的阿布扎比舰船遭到毁坏。
1835年的休战协定最初是由英国发起并且获得成功。时间是在珍珠捕捞的六个月期间。之后酋长们同意将条约更新至额外的八个月。休战每年得到更新直到1843年英国提出了10年的停火协议。这个得到了各个酋长们的同意。 在和平期间，波斯湾的阿拉伯国家经济繁荣。因而于1835年，英国提出了永久的和平。这个得到了特鲁西尔国家的同意。

## 年代记
19世纪60年代，由于一系列小的争议，卡塔尔和巴林的关系开始恶化。 1867年紧张关系出现，巴林在卡塔尔大陆逮捕了一名卡塔尔贝都因人，并将他驱逐至巴林。 作为回应，由纳姆部落领导的卡塔尔人，击败了以半岛为根据的巴林军队，并且有效地驱逐了他们。 这些紧张关系导致巴林与阿布扎比结盟，攻击卡塔尔。
未能平息冲突,并导致两党之间的升级。1867年10月,巴林哈基姆Mohammed al Khalifa派他弟弟,Ali al Khalifa,迫使500人24船攻击卡塔尔。他参加了一个200人的力量在Ahmed al Khalifa。此外,巴林的盟友阿布扎比派出2000人的军队在70年船。 袭击卡塔尔解雇了Bida(多哈)和Wakra。 英国记录后来说“多哈和Wakrah城镇,1867年底暂时存在的涂抹,房子被拆除,居民被驱逐出境”。 卡塔尔明年反击后,导致的破坏大部分巴林海军舰艇部署。1868年袭击导致大约1000人死亡,60船毁。

## 1868年英国巴林协定

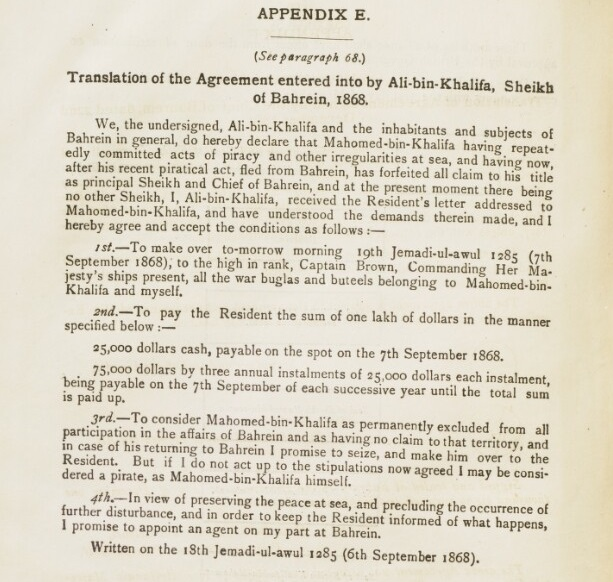
作为卡塔尔巴林战争的一个结果，一份于1868年9月由英国和巴林签订的协议。

早于1867年，英国承认了巴林对于卡塔尔的宗主权。 中校刘易斯·佩利,英国居民在巴林,巴林哈基姆发出最后通牒,指责他违反海洋法并要求赔款10000伊朗托曼。 在1868年9月6日,Ali al Khalifa后有效地控制了巴林哈基姆佩利任命他为上校  他哥哥穆罕默德逃离后
争端导致了英国首次承认了阿勒萨尼作为一个半独立的政治单位在卡塔尔的统治。 刘易斯·佩利访问了卡塔尔，与族长会面并与穆罕默德阿勒萨尼签署了《1868年条约》。 该条约结束了海上争端。作为条约内容的一部分，巴林被迫放弃了对于卡塔尔的主权要求，并且接受了一些英国的处罚。其中大多数是关于金融方面。